# Festival Nacional de la Tonada
El Festival de la Tonada es un festival realizado en el mes de febrero, en el Departamento de Tunuyán, Provincia de Mendoza, Argentina, cuenta la historia que después de un almuerzo con empresarios de Alemania que venían a conocer la zona de Portillo en el Manzano Histórico de Tunuyán, el actual intendente de ese momento junto a los integrantes de Las Voces De Uco pioneros del folclore en Valle de Uco año 1962, Nacho Reginato, Negro Tarditti, entre otros, se dirigen todos al monumento del Gral. San Martín y cantan una canción a modo de serenata año 1971 y al otro año 1972 bajo la intendencia de Armando Valladares fue el comienzo del primer festival realizado en el mismo monumento, se repite en el mismo lugar diez años después año 1982 bajo la dirección artística de Nacho Reginato y en el año 1992 el intendente de esa época Dr: Raúl Silvano lo lleva a cabo en el Anfiteatro Municipal de Tunuyán. 
Es considerado como uno de los festivales más importantes a nivel nacional, debido al alto nivel de artistas que convoca y al gran número de espectadores que reúne año a año. En general, en la noche anterior de la apertura del festival transcurre la Fiesta Departamental de la Vendimia, donde se elige a la Reina de la Vendimia, que luego competirá por el cetro nacional en la Fiesta Nacional de la Vendimia, y también, a la Reina Nacional de la Tonada, que resulta electa de entre distintas candidatas que representan a distritos y organizaciones de Tunuyán.

## Historia

### Los orígenes del festival
El primer "Festival Cuyano de la Tonada, Vendimia y del Canto Nacional", como era denominado en ese momento, se desarrolló por primera vez en 1972, cuando un grupo de reconocidos folkloristas convocó a un evento en el sitio conocido como el Manzano Histórico, en Tunuyán. El evento se desarrolló entre los días 20 y 26 de noviembre, coincidiendo con el 92° aniversario del departamento, y tuvo la presencia de figuras como Los Chalchaleros, Los Quilla Huasi, Hernán Figueroa Reyes, Daniel Toro, Los Cantores de Cuyo y Chacho Santa Cruz. El lema de la celebración fue "Tunuyán, cuna de la tonada".
En 1973, la celebración tuvo su segunda edición, donde se vivió lo más representativo de la tradición y el folclore cuyano, proclamándose nuevos valores del canto popular, además de premiarse a la mejor tonada, resultando ganadora en ese entonces el tema «Ándale tonada» de Jorge Viñas que interpretó Hernán Figueroa Reyes. Guitarreros y cantores nativos, artistas e invitados, concursantes, se reunieron alrededor de una peña de alegría y unión. El festival se llevó a cabo en el marco de la Fiesta Departamental de la Vendimia, donde fue electa como reina, María Noemi Sebastianelli, quien semanas más tarde, se convertiría en Reina Nacional de la Vendimia 1973. 
Entre 1974 y 1981, el festival dejó de realizarse debido a distintos motivos, entre los que se destacan importantes crisis económicas, inestabilidad política y también, el golpe de Estado que en 1976 instauro una dictadura militar en el país. 

### La reinstauración del festival
En 1982, luego de un paréntesis de 8 años, el gobierno municipal decidió retomar la organización del festival en el Manzano Histórico, esta vez, bajo el nombre de "Festival Cuyano de la Tonada". También se estableció que el festival debía realizarse todos los años en el mes de febrero en el marco de la Fiesta Departamental de la Vendimia. 
La edición de 1983 se desarrolló entre el 11 y 13 de febrero. 
La edición de 1984 se desarrolló entre el 10 y el 12 de febrero. Contó con la presencia de El trébol mercedino, Los Manantiales, Ernesto Villavicencio y Palito Ortiz, entre otros. 
En 1989, el festival se celebró por primera vez en el Anfiteatro Municipal de Tunuyán, un amplio espacio verde a orillas de río homónimo, que hasta hacia un tiempo había funcionado como basural. También, ese mismo año, se realizó por primera vez bajo la denominación de "Festival Nacional de la Tonada" luego que la Secretaría de Turismo de la Nación le otorgara un estatus nacional a la celebración mediante la resolución n°59/1989. 

Articulo 1°: Derogase el articulo 1° de la resolucion n°401 de la fecha 1° de noviembre de 1988, reemplazandolo conforme con terminos del articulo 2° de la presente.

Articulo 2°: Declarese FIESTA NACIONAL DE LA TONADA al acontecimiento a celebrarse en la ciudad de Tunuyan -provincia de Mendoza-, en la primera quincena de febrero de 1989.

Articulo 3°: Comuniquese, publiquese, dese a la Direccion Nacional del Registro Oficial y archivese.

La edición 1997 fue la primera en contar con elección de la Reina Nacional de la Tonada. Ese año, Gabriela Di Prieto se convirtió en la primera mujer en obtener ese título.

### El festival en la década de 2000
La edición 2006 se realizó entre el 3 y 5 de febrero y convocó a gran cantidad de personas durante cada una de sus noches. Además de los cultores de la canción cuyana como Jorge Viñas, Dúo Orozco-Barrientos o los legendarios Trovadores de Cuyo, Mercedes Sosa, Jorge Rojas, el Chaqueño Palavecino, Abel Pintos y Los Tekis fueron los artistas estelares que subieron al escenario. En tanto, la elección de la Reina Nacional de la Tonada dio como ganadora a Patricia Quiroga.
La edición 2007 se desarrolló del 1° al 4 de febrero, donde Los Nocheros, Soledad, Abel Pintos, León Gieco y Luciano Pereyra fueron los artistas más convocantes. Como Reina Nacional de la Vendimia fue electa Andrea Lucero, representante del distrito Vista Flores.
El Festival 2008 tuvo lugar los días 1, 2 y 3 de febrero. Entre las figuras que se presentaron en el Anfiteatro Municipal se encuentran Jorge Rojas, Luciano Pereyra y el Chaqueño Palavecino. Como Reina Nacional de la Tonada fue electa Yamila Morsucci.
La edición 2009 se llevó a cabo entre el 6 y el 8 de febrero. Durante las tres noches se presentaron artistas de renombre como Sergio Gallegillo, Los Tekis, Los Chimeno, El Dúo Coplanacu y El Chaqueño Palavecino entre otros. En la elección de la Reina Nacional de la Tonada, Fernanda Soledad Garófoli del distrito Los Chacayes se quedó con el primer lugar, mientras que Virginia Salatino de Villa Seca, obtuvo el segundo.

### El festival en la década de 2010
La edición 2010 se desarrolló en el marco del año del Bicentenario de la Revolución de Mayo por lo que su lema fue "Tonada del Bicentenario". La celebración se llevó a cabo del 5 al 7 de febrero. León Gieco, Luciano Pereyra y el Chaqueño Palavecino fueron las figuras más convocantes de esta edición. Como Reina Nacional de la Tonada fue electa la representante del distrito Los Sauces, Lorena Paola Troncoso.
La edición 2011 se llevó a cabo del 4 al 6 de febrero. Cerca de 120.000 personas asistieron al Anfiteatro Municipal durante las 3 jornadas de que contaron con la participación de Jorge Rojas, El Chaqueño Palavecino, Los Trovadores de Cuyo, Abel Pintos entre otros. Este año, fue electa como Reina Nacional de la Tonada, María Eugenia Agüero, que al igual que su antecesora, representó al distrito de Los Sauces.
El Festival de la Tonada 2012 fue la 30° edición desde su reinstauración en 1982, y se llevó a cabo entre el 2 y 5 de febrero. Los festejos en el marco de esta edición especial comenzaron semanas antes con diversas actividades como el primer concurso de vidrieras "Tunuyán se viste de Tonada y Vendimia" donde los comercios participantes debían diseñar sus vidrieras contemplando conceptos de tradición, vendimia, tonada e historia. Iniciando oficialmente el festival, en la primera jornada se presentaron Los Tekis, Nuevo Cuyo y Los Nocheros, en la segunda, Abel Pintos, Los Alonsitos y Los Trovadores de Cuyo; en la tercera, Algarroba.com, Orozco-Barrientos y León Gieco mientras que en la última noche, Raly Barrionuevo y el Chaqueño Palavecino. Débora Lorente de Colonia Las Rosas se convirtió en Reina Nacional de la Tonada, mientras que Marina Sumaeta de Vista Flores fue electa Virreina.
La edición 2013 se llevó a cabo entre el 6 y el 10 de febrero. Los Huayras, Marcela Morelo, Sergio Gallegillo, Orozco-Barrientos, León Gieco, Los Trovadores de Cuyo, Rally Barrionuevo, Los Nocheros y Teresa Parodi, el Chaqueño Palavecino y Luciano Pereyra fueron los artistas destacados que se presentaron en el Anfiteatro Municipal. Como Reina Nacional de la Tonada fue coronada Celeste Martínez de la Unión Vecinal Calle La Argentina, mientras que como Virreina, Cintia Manrique, representante de la Asociación Gaucha Julio Parejas
La edición 2014 se realizó entre el 6 y 9 de febrero. Entre los artistas más destacados que tuvo esta edición se encuentran Los Tekis, El Chaqueño Palavecino, Víctor Heredia, la Sole, Orozco-Barrientos, Sergio Galleguillo, Abel Pintos; entre otros artistas consagrados, locales y nacionales. Sofía Fernández de Deboras de Hoy se convirtió en Reina Nacional de la Tonada, mientras que Marcela Katia Encinas de Virreina fue elegida Virreina.
La edición 2015 estuvo marcado por una catastrófica tormenta que se desato en la noche anterior al inicio del Festival Nacional de la Tonada, donde se realizaba la Fiesta Departamental de la Vendimia, dejando importantes destrozos y heridos, siendo el saldo total 65 personas descompensadas y 55 niños perdidos en el intento desesperado de casi 30.000 personas que intentaban salir del Anfiteatro Municipal en medio de fuertes ráfagas de vientos, caída de gran cantidad de agua, acompañada de granizo, y un momentáneo corte de luz. Los serios destrozos en infraestructura y sistema obligaron a posponer la noche inaugural del Festival una noche. En una conferencia de prensa, realizada el día después, el intendente dijo conmovido "La tormenta no duró más de 20 minutos, que para mí fueron dos días". Finalmente, la celebración, programada inicialmente del 5 al 8 de febrero, se llevó a cabo entre el 6 y el 9 de ese mes. León Gieco; El Chaqueño Palavecino; Luciano Pereyra; Lisandro Bertín; Los Tekis, el humor de Miguel Ángel Cherutti; el Flaco Pailos; Javier Rodríguez; entre otros artistas consagrados, participaron de las 4 noches de tonada. En esta edición fue electa como Reina Nacional de la Tonada Karle Canga de Barrio Dalmau, mientras que virreina fue la representante de Rotary Club El Portillo Florencia Serrano.
La edición 2016 se llevó a cabo del 12 al 14 de febrero. Este año se introdujo cambios en la elección de la Reina Nacional de la Tonada, teniendo en cuenta que desde ahora sería elegida en la Fiesta Departamental de la Vendimia, junto con la soberana de esta fiesta, la noche anterior al inicio formal del Festival. La elección de los puestos quedó establecida de la siguiente manera: Reina Departamental de la Vendimia, quien obtuviera la mayor cantidad de sufragios, Reina Nacional de la Tonada quien quedara en segundo lugar, Virreina Departamental de la Vendimia quien quedara en tercer lugar, y Virreina Nacional de la Tonada quien quedara en cuarto lugar. Yamila Nahir José de FM Frontera se convirtió en Reina de la Tonada, mientras que Gisela Soledad Barberá de Colonia Las Rosas se quedó con el virreinado. Los Chimenos, Los Nocheros, Orozco-Barrientos, Jorge Sosa, Pocho Sosa, Lisandro Bertín, Los Chimeno, Dúo Nuevo Cuyo, Juanita Vera y Raly Barrionuevo y Abel Pintos pusieron color y alegría en las 3 noches festivaleras.
La edición 2017 tuvo lugar del 9 al 11 de febrero. Abel Pintos, Jorge Rojas, Patricia Sosa, Juan Carlos Baglieto y Lito Vitale fueron los artistas destacados del festival. Por primera vez, la Fiesta departamental de la vendimia transcurrió tras la finalización del Festival y no antes de su inicio, aunque una fuerte tormenta obligó a suspender el espectáculo en pleno desarrollo. La elección de las reinas fue reprogramada para el día siguiente en el auditorio municipal donde Camila Carsolio, representante de Academia Fusión Dance fue electa Reina Nacional de la Tonada, mientras que Sofía Belén Demaria de la Asociación Karate Do se quedó con el virreinado.
La edición 2018 se realizó entre el 2 y el 4 de febrero, donde a diferencia del año anterior, la fiesta de la vendimia volvió a celebrarse como preludio del festival. Agostina Olmedo de Colonia Las Rosas fue electa Reina Nacional de la Tonada, mientras que Malen Echazú de Barrio Dalmau Virreina. Reconocidos artistas locales y nacionales, subieron con su talento al escenario central durante las siguientes 3 noches, entre los que se destacaron Destino San Javier, Los Tekis, Los Chimeno, Los Hayra, Nahuel Pennisi, Caho Garay y Los Nocheros.
La edición 2019 del Festival de la Tonada, estaba programada para realizarse del viernes 1 al domingo 3 de febrero, sin embargo, una importante tormenta que se produjo el día sábado obligó a suspender la segunda noche. Las condiciones de inestabilidad continuaron el día domingo, pero ante la imposibilidad técnica y artística de reprogramar esa noche para el día lunes, se decidió llevarla a cabo de todas formas. Abel Pintos, Baglieto y Vitale, Cacho Buenaventura y Destino San Javier fueron los protagonistas de las 2 noches de festival. Este año, Florencia Godoy del distrito Los Árboles se consagró Reina Nacional de la Tonada, mientras que Eugenia Gómez, representante del diario NDI, obtuvo el virreinado, ambas electas durante la Fiesta Departamental de la Vendimia desarrollada el 31 de enero.

### El festival en la década de 2020
La edición 2020 se llevó a cabo del 31 de enero al 2 de febrero. En la noche previa, donde se realizó la Fiesta Departamental de la Vendimia, Josefina Piñol Battaglia de Rotary Club El Portillo fue electa Reina Nacional de la Tonada, mientras que Nadia Ayelén Guardia de Villa Seca se quedó con el virreinado. Además, como reina de la vendimia fue electa María Eugenia Serrani de Vista Flores quien, semanas más tarde, se consagraría Virreina Nacional de la Vendimia 2020. La grilla completa de artistas que subieron al escenario principal del festival, estuvo conformada por Algarroba.com, Los Chimeno, Raly Barrionuevo, Soledad y Los Tekis.
La edición de 2021 estuvo marcada por la pandemia de COVID-19, por lo que no pudo realizarse con normalidad. Para evitar la suspensión, el intendente dispuso la realización del festival en formato virtual en el Auditorio Municipal, y desde allí transmitido vía streaming y a través de distintos canales de televisión local. El evento se llevó a cabo entre el 25 y 28 de febrero y contó con la presencia de distintos artistas locales y nacionales. Los más destacados fueron Raly Barrionuevo, Las hermanas Abraham, Nueva Generación, Las Voces de mi Tierra y Los Chimeno. Con respecto a la elección de soberanas, se decidió que las reinas 2020 continuarán en su cargo por un año más, misma decisión que se tomo con las soberanas de Vendimia.
La edición 2022 se llevó a cabo del 11 al 13 de febrero y marco el cincuentenario del "Primer Festival Cuyano de la Tonada y Vendimia del Canto Nacional" desarrollado en 1972. Los festejos comenzaron días antes con la presentación del documental "Tonada siempre tonada, de la montaña al río", en el Auditorio Municipal, que repasa 50 años y 40 ediciones del festival, mientras que importantes artistas como Soledad, Rally Barrionuevo, Abel Pintos, Ahyre y Peteco Carabajal subieron al escenario durante las 3 noches de tonada. Importantes precipitaciones impidieron la realización de la Vendimia departamental durante la jornada previa al inicio del Festival, por lo que se terminó desarrollando tras finalizar el mismo. María Emilia Córdoba Frison fue electa Reina Nacional de la Tonada representando a Colonia Las Rosas, mientras que Aixa Torres del Hogar de ancianos Santa Terecita se quedó con el virreinado. 
La edición 2023 se celebró del 3 al 5 de febrero, como todos los años, en el Anfiteatro Municipal de Tunuyán. Artistas de renombre como Soledad, Luciano Pereyra, Destino San Javier y Abel Pintos fueron las principales atracciones de cada noche, además artistas revelación como Los Hermanos Vilchez, La Huella y Sencillito y de alpargata. El jueves 2 se desarrolló la fiesta departamental de la Vendimia, donde Mailen Arce representante del distrito de Los Sauces fue elegida Reina Nacional de la Tonada, en tanto la representante del distrito Vista Flores, Ana Paula Vega, fue elegida como su virreina.
A causa de problemas presupuestarios, derivados de una importante crisis económica a nivel nacional, la edición 2024 se desarrolló en una única noche el domingo 4 de febrero. Los Tekis, Oficial Gordillo, además de destacados locales, fueron los protagonistas del austero 42° Festival. Como preludio, el sábado 3 de febrero, tuvo lugar la fiesta departamental de la Vendimia "Sonidos del universo" donde Génesis Sandoval, representante de la Asociación Cultural Sanmartiniana Valle de Uco, se coronó Reina Nacional de la Tonada. Barbara Lopez, de Villa Seca, llevó al distrito el cuarto virreinado de su historia.

## Reinas y virreinas

### Cronología de reinas y virreinas[1]
El siguiente cuadro detalla el orden cronológico de las reinas y virreinas nacionales coronadas a lo largo de la historia.
| Año  | Reina                       | Distrito/Organización                         | Virreina               | Distrito/Organización            |
| ---- | --------------------------- | --------------------------------------------- | ---------------------- | -------------------------------- |
| 1997 | Gabriela Di Prieto          |                                               |                        |                                  |
| 1998 | Carolina Pereyra            |                                               |                        |                                  |
| 1999 | Graciela Aráoz              |                                               | Valeria Galdame        |                                  |
| 2000 | Gabriela Martínez           | Vista Flores                                  |                        |                                  |
| 2001 | Paula Mattey                |                                               |                        |                                  |
| 2003 | Rocío Páez                  |                                               |                        |                                  |
| 2004 | Gabriela Flores             | Las Pintadas                                  |                        |                                  |
| 2005 | Vanesa Moltó                | Sindicato de Empleados Municipales de Tunuyán |                        |                                  |
| 2006 | Patricia Quiroga            |                                               |                        |                                  |
| 2007 | Andrea Lucero               | Vista Flores                                  |                        |                                  |
| 2008 | Yamila Morsucci             |                                               |                        |                                  |
| 2009 | Fernanda Soledad Garófoli   | Los Chacayes                                  | Virginia Salatino      | Villa Seca                       |
| 2010 | Lorena Paola Troncoso       | Los Sauces                                    |                        |                                  |
| 2011 | María Eugenia Agüero        | Los Sauces                                    |                        |                                  |
| 2012 | Débora Lorente              | Colonia Las Rosas                             | Marina Sumaeta         | Vista Flores                     |
| 2013 | Celeste Martínez            | Unión Vecinal Calle La Argentina              | Cintia Manrique        | Asociación Gaucha Julio Parejas  |
| 2014 | Sofía Fernández             | Deboras de Hoy                                | Marcela Katia Encinas  | Villa Seca                       |
| 2015 | Karle Canga                 | Barrio Dalmau                                 | Florencia Serrano      | Rotary Club El Portillo          |
| 2016 | Yamila Nahir José           | FM Frontera                                   | Gisela Soledad Barberá | Colonia Las Rosas                |
| 2017 | Camila Carsolio             | Academia Fusion Dance                         | Sofía Belén Demaria    | Asociación Karate Do             |
| 2018 | Agostina Olmedo             | Colonia Las Rosas                             | Malen Echazú           | Barrio Dalmau                    |
| 2019 | Florencia Godoy             | Los Árboles                                   | Eugenia Gómez          | Diario NDI                       |
| 2020 | Josefina Piñol Battaglia    | Rotary Club El Portillo                       | Nadia Ayelén Guardia   | Villa Seca                       |
| 2022 | María Emilia Córdoba Frison | Colonia Las Rosas                             | Aixa Torres            | Hogar de ancianos Santa Teresita |
| 2023 | Mailen Arce                 | Los Sauces                                    | Ana Paula Vega         | Vista Flores                     |
| 2024 | Genesis Sandoval            | Asociación Cultural Sanmartiniana             | Barbara Lopez          | Villa Seca                       |
| 2025 | Aixa Retamales              | La Juana Cafe Restobar                        | Lara Rajic             | FM del Río                       |

### Número de reinas y virreinas por distrito/organización
El siguiente cuadro detalla la cantidad de reinas nacionales y virreinas por distrito u organización a lo largo de la historia.
| Puesto | Distrito/Organización                   | Cantidad | Años             |
| ------ | --------------------------------------- | -------- | ---------------- |
| 1°     | Colonia Las Rosas                       | 3 (Tres) | 2012, 2018, 2022 |
| 2°     | Vista Flores                            | 2 (Dos)  | 2000, 2007       |
|        | Los Sauces                              | 2 (Dos)  | 2011, 2023       |
| 3°     | Sindicato Empleados Municipales Tunuyán | 1 (Uno)  | 2005             |
|        | Las Pintadas                            | 1 (Uno)  | 2004             |
|        | Los Chacayes                            | 1 (Uno)  | 2009             |
|        | Unión Vecinal Calle La Argentina        | 1 (Uno)  | 2013             |
|        | Deboras de Hoy                          | 1 (Uno)  | 2014             |
|        | Barrio Dalmau                           | 1 (Uno)  | 2015             |
|        | FM Frontera                             | 1 (Uno)  | 2016             |
|        | Academia Fusion Dance                   | 1 (Uno)  | 2017             |
|        | Los Árboles                             | 1 (Uno)  | 2019             |
|        | Rotary Club El Portillo                 | 1 (Uno)  | 2020             |
|        | Asociación Cultural Sanmartiniana       | 1 (Uno)  | 2024             |
|        | La Juana Café Restobar                  | 1 (Uno)  | 2025             |

| Puesto | Distrito/Organización            | Cantidad   | Años                   |
| ------ | -------------------------------- | ---------- | ---------------------- |
| 1°     | Villa Seca                       | 4 (Cuatro) | 2009, 2014, 2020, 2024 |
| 2°     | Vista Flores                     | 2 (Dos)    | 2012, 2023             |
| 3°     | Asociación Gaucha Julio Parejas  | 1 (Uno)    | 2013                   |
|        | Rotary Club El Portillo          | 1 (Uno)    | 2015                   |
|        | Colonia Las Rosas                | 1 (Uno)    | 2016                   |
|        | Asociación Karate Do             | 1 (Uno)    | 2017                   |
|        | Barrio Dalmau                    | 1 (Uno)    | 2018                   |
|        | Diario NDI                       | 1 (Uno)    | 2019                   |
|        | Hogar de ancianos Santa Teresita | 1 (Uno)    | 2022                   |
|        | FM del Río                       | 1 (Uno)    | 2025                   |